# Alcatrazz
Alcatrazz je americká heavy metalová skupina, založená v roce 1983 Grahamem Bonnetem po odchodu z Rainbow. Ve skupině hráli například také Yngwie Malmsteen (Steeler), Clive Burr (Iron Maiden), Steve Vai (Frank Zappa) a Jan Uvena (Iron Butterfly, Alice Cooper).

## Členové

### Současní
- Graham Bonnet – zpěv (1983–1987, 2006–dosud)
- Howie Simon – kytara (2006–dosud)
- Tim Luce – baskytara (2006–dosud)
- Jeff Bowders – bicí, perkuse (2010–dosud)

### Dřívější
- Jimmy Waldo – klávesy (1983–1987)
- Gary Shea – baskytara (1983–1987)
- Yngwie Malmsteen – kytara (1983–1984)
- Clive Burr – bicí, perkuse (1983)
- Jan Uvena – bicí, perkuse (1983–1987)
- Steve Vai – kytara (1984–1986)
- Danny Johnson – kytara (1986–1987)
- Glen Sobel – bicí, perkuse (2006–2009)
- Dave Dzialak – bicí, perkuse (2009–2010)

## Diskografie

### Studiová alba
- 1983 - No Parole from Rock 'n' Roll
- 1985 - Disturbing the Peace
- 1986 - Dangerous Games